# Карнате
Карнате (итал. Carnate) — коммуна в Италии, в провинции Монца-э-Брианца области Ломбардия.
Население составляет 7486 человек (на 2004 г.), плотность населения составляет 2434 чел./км². Занимает площадь 3 км². Почтовый индекс — 20040. Телефонный код — 039.
Покровителями коммуны почитаются святой Корнелий (папа римский) и святой Киприан Карфагенский, празднование в день Антипасхи.

## Города-побратимы
- Плезанс-дю-Туш (Франция)